# Л'Асплуга-Калба
л'Асплуга-Калба — село та муніципалітет в Іспанії, у складі автономної спільноти Каталонія, провінції Леріда.